# أنتوني سيويل
أنتوني سيويل (بالإنجليزية: Anthony Sewell)‏ هو دراج أمريكي، ولد في 3 أغسطس 1962 في لوس أنجلوس في الولايات المتحدة، وتوفي في 3 أبريل 2009.